# 薇拉·鲁日奇科娃
薇拉·鲁日奇科娃（捷克語：Věra Růžičková，1928年8月10日—2018年11月24日），捷克女子竞技体操运动员。她曾代表捷克斯洛伐克参加1948年夏季奥林匹克运动会体操比赛，获得女子团体全能金牌。